# (11521) Erikson
(11521) Erikson ist ein Asteroid des Hauptgürtels, der am 10. April 1991 vom belgischen Astronom Eric Walter Elst am La-Silla-Observatorium (IAU-Code 809) der Europäischen Südsternwarte in Chile entdeckt wurde.
Der Asteroid gehört zur Themis-Familie, einer Gruppe von Asteroiden, die nach (24) Themis benannt wurde.
(11521) Erikson wurde am 23. Mai 2000 nach dem deutsch-US-amerikanischen Psychoanalytiker Erik H. Erikson (1900–1980) benannt, der durch das von ihm entwickelte Stufenmodell der psychosozialen Entwicklung bekannt wurde.